# Pookode
Pookode es una ciudad censal situada en el distrito de Thrissur en el estado de Kerala (India). Su población es de 9366 habitantes (2011). Se encuentra a 8 km de Thrissur y a 83 km de Cochín.

## Demografía
Según el censo de 2011 la población de Pookode era de 9366 habitantes, de los cuales 4242 eran hombres y 5124 eran mujeres. Pookode tiene una tasa media de alfabetización del 96,56%, superior a la media estatal del 94%: la alfabetización masculina es del 98,12%, y la alfabetización femenina del 95,31%.